# 施特拉伦多夫
施特拉伦多夫是德国梅克伦堡-前波美拉尼亚州的一个市镇。总面积12.02平方公里，总人口1333人，其中男性660人，女性673人（2011年12月31日），人口密度111人/平方公里。